# 恋の波動
『恋の波動』は前年2017年に結成40周年を迎えた突然段ボールが2018年8月18日に発表したアルバム。

## 解説
英語タイトル『Love Surfin'』。全12曲（作詞・作曲・編曲:蔦木俊二）。ジャケットに使われている絵画は蔦木栄一作品。

## 収録曲
1. お帰りなさい
2. オール・オーバー
3. 拡散予測
4. 可愛い少女
5. パーディション・タイプ
6. 基礎知識
7. 愛情の呟き
8. 言葉が愛を超えられるかい?
9. 恋の波動
10. シューター
11. 暗闇から誰かに出会える予感
12. 酔っ払いの夢

## メンバーおよびスタッフ
- 突然段ボール
  - 蔦木俊二（Vo、Gr）
  - ユキユキロ（Bass syn、Cho）
  - 中野善晴（Ds）

- ゲスト
  - このみぃる（Cho）